# 47
Évszázadok: i. e. 1. század – 1. század – 2. század
Évtizedek: i. e. 1-es évek – 1-es évek – 10-es évek – 20-as évek – 30-as évek – 40-es évek – 50-es évek – 60-as évek – 70-es évek – 80-as évek – 90-es évek
Évek: 42 – 43 – 44 – 45 –  46 – 47 – 48 – 49 – 50 – 51 – 52

## Események

### Római Birodalom
- Claudius császárt (helyettese márciustól Caius Calpetanus Rantius Sedatus, júliustól Cnaeus Hosidius Geta) és Lucius Vitelliust (helyettese Marcus Hordeonius Flaccus, Titus Flavius Sabinus, Lucius Vagellius és Caius Volasenna Severus) választják consulnak.
- Róma fennállásának 800. évfordulójára Claudius ismét megrendezteti a ludi saeculares vallásos ünnepségeket.
- Claudius ismét censorokat nevez ki; az egyik tisztséget maga vállalja, kollégája Lucius Vitellius. Censust tartanak, a birodalomban ekkor 5 984 000 római polgár él. A császár felülvizsgálja a latin ábécét és három új betűt ad hozzá, ezeket azonban csak uralkodása alatt használják.
- A germán cheruscusok kérik, hogy Arminius Rómában túszként nevelt unokaöccse, Italicus visszatérhessen és a törzs élére állhasson.
- A germán chaucusok a Rajnán és az Északi-tengeren keresztül Germania Inferior provinciát fosztogatják. A helyi csapatok élére ekkor kinevezett Corbulo visszaveri őket és ellentámadást indítana, de a császár ezt megtiltja. Corbulo a gyorsabb közlekedés érdekében csatornát (Fossa Corbulonis) ásat a Rajna és a Meuse között.
- A Rajna alsó folyásnál megépítik Traiectum erdőjét (ma Utrecht).
- Az újonnan meghódított Britannia provincia élén Publius Ostorius Scapula váltja Aulus Plautiust. Ekkor a sziget délnyugati része, nagyjából a Humberig és a Severn torkolatáig van római uralom alatt. Scapula Wales ellen indít hadjáratot.
- A rómaiak megalapítják Londiniumot (ma London).
- Messalina nyomására Claudius császár paráználkodással vádolja és tárgyalás nélkül kivégezteti Decimus Valerius Asiaticus volt consult (akinek állítólag Messalina híresen szép kertjeit akarta megszerezni).
- Messalina hamis vádak alapján kivégezteti szeretőjét, Polybiost, a császár titkárát.
- Messalina fenyegetéseivel és zaklatásaival öngyilkosságba kergeti Poppaea Sabinát, akivel a híres színész, Mnester kegyeiért rivalizált.
- Agrippina megmérgezi második férjét, Crispust, hogy megszerezze a vagyonát.

### Pártus Birodalom
- Meggyilkolják I. Vardanész pártus királyt és riválisa, II. Gotarzész elfoglalja a fővárost.

## Születések
- Thedzso kogurjói király

## Halálozások
- Decimus Valerius Asiaticus, római politikus
- Caius Sallustius Passienus Crispus, római politikus